# Lijst van Finse ministers van Milieu

## Lijst van Finse ministers van Milieu en Klimaat (1983–heden)
| Minister van Milieu en Klimaat | Minister van Milieu en Klimaat | Minister van Milieu en Klimaat | Ambtstermijn                 | Ambtstermijn      | Partij(en)                     | Premier(s)                 | Kabinet(en)                    |
| ------------------------------ | ------------------------------ | ------------------------------ | ---------------------------- | ----------------- | ------------------------------ | -------------------------- | ------------------------------ |
|                                | Kalevi Sorsa                   | Matti Ahde (1945–2019)         | 1 oktober 1983               | 30 april 1987     | Sociaal- Democratische Partij  | Kalevi Sorsa (1982–1987)   | Sorsa IV                       |
|                                |                                | Kaj Bärlund (1945)             | 30 april 1987                | 26 april 1991     | Sociaal- Democratische Partij  | Harri Holkeri (1987–1991)  | Holkeri                        |
|                                | Sirpa Pietikäinen              | Sirpa Pietikäinen (1959)       | 26 april 1991                | 13 april 1995     | Nationale Coalitiepartij       | Esko Aho (1991–1995)       | Aho                            |
|                                | Pekka Haavisto                 | Pekka Haavisto (1958)          | 13 april 1995                | 15 april 1999     | Groene Liga                    | Paavo Lipponen (1995–2003) | Lipponen I                     |
|                                | Satu Hassi                     | Satu Hassi (1951)              | 15 april 1999                | 31 mei 2002       | Groene Liga                    | Paavo Lipponen (1995–2003) | Lipponen II                    |
|                                | Jouni Backman                  | Jouni Backman (1959)           | 31 mei 2002                  | 17 april 2003     | Sociaal- Democratische Partij  | Paavo Lipponen (1995–2003) | Lipponen II                    |
|                                | Jan-Erik Enestam               | Jan-Erik Enestam (1947)        | 17 april 2003                | 31 december 2006  | Zweedse Volkspartij in Finland | Anneli Jäätteenmäki (2003) | Jäätteenmäki                   |
| Matti Vanhanen (2003–2010)     | Jan-Erik Enestam               | Jan-Erik Enestam (1947)        | 17 april 2003                | 31 december 2006  | Zweedse Volkspartij in Finland | Vanhanen I                 |                                |
| Matti Vanhanen (2003–2010)     |                                | Stefan Wallin                  | Stefan Wallin (1967)         | 31 december 2006  | 20 april 2007                  | Vanhanen I                 | Zweedse Volkspartij in Finland |
| Matti Vanhanen (2003–2010)     |                                | Ville Skinnari                 | Paula Lehtomäki (1972)       | 20 april 2007     | 27 september 2007              | Centrumpartij              | Vanhanen II                    |
| Matti Vanhanen (2003–2010)     |                                | Kimmo Tiilikainen              | Kimmo Tiilikainen (1966)     | 27 september 2007 | 12 april 2008                  | Centrumpartij              | Vanhanen II                    |
| Matti Vanhanen (2003–2010)     |                                | Ville Skinnari                 | Paula Lehtomäki (1972)       | 12 april 2008     | 22 juni 2011                   | Centrumpartij              | Vanhanen II                    |
| Centrumpartij                  | Mari Kiviniemi (2010–2011)     | Ville Skinnari                 | Paula Lehtomäki (1972)       | 12 april 2008     | 22 juni 2011                   | Kiviniemi                  |                                |
|                                | Ville Niinistö                 | Ville Niinistö (1976)          | 22 juni 2011                 | 26 september 2014 | Groene Liga                    | Jyrki Katainen (2011–2014) | Katainen                       |
| Alexander Stubb (2014–2015)    | Ville Niinistö                 | Ville Niinistö (1976)          | 22 juni 2011                 | 26 september 2014 | Groene Liga                    | Stubb                      |                                |
| Alexander Stubb (2014–2015)    |                                | Sanni Grahn-Laasonen           | Sanni Grahn- Laasonen (1983) | 26 september 2014 | 29 mei 2015                    | Stubb                      | Nationale Coalitiepartij       |
|                                | Kimmo Tiilikainen              | Kimmo Tiilikainen (1966)       | 29 mei 2015                  | 6 juni 2019       | Centrumpartij                  | Juha Sipilä (2015–2019)    | Sipilä                         |
|                                | Krista Mikkonen                | Krista Mikkonen (1972)         | 6 juni 2019                  | 20 november 2021  | Groene Liga                    | Antti Rinne (2019)         | Rinne                          |
| Sanna Marin (2019–2023)        | Krista Mikkonen                | Krista Mikkonen (1972)         | 6 juni 2019                  | 20 november 2021  | Groene Liga                    | Marin                      |                                |
| Sanna Marin (2019–2023)        |                                | Emma Kari                      | Emma Kari (1983)             | 20 november 2021  | 8 juni 2022                    | Marin                      | Groene Liga                    |
| Sanna Marin (2019–2023)        |                                | Maria Ohisalo                  | Maria Ohisalo (1985)         | 8 juni 2022       | 20 juni 2023                   | Marin                      | Groene Liga                    |
|                                | Kai Mykkänen                   | Kai Mykkänen (1979)            | 20 juni 2023                 | heden             | Nationale Coalitiepartij       | Petteri Orpo (2023–heden)  | Orpo                           |